# جامعة أودايانا
جامعة أودايانا (بالإنجليزية: Udayana University)‏ هي منطقة سكنية تقع في إندونيسيا في .